# ロベルランディ・シモン
ロベルランディ・シモン・アティエス（スペイン語: Robertlandy Simón Aties, 1987年6月11日 - ）は、キューバの男子バレーボール選手。ポジションはミドルブロッカー。キューバ代表。

## 来歴
12歳の時にバレーボールを始める。ジュニア代表として2005年ジュニア世界選手権に出場し銅メダルを獲得、ベストブロッカー部門3位の成績を収める。同年キューバ代表のミドルブロッカーに選出され、2005年ワールドリーグ・インターコンチネンタル・ラウンドのフランス戦で代表デビュー。翌年19歳で2006年世界選手権に出場した。
国際大会で経験を重ねたのち、2008年にナショナルチームのキャプテンに就任し、北京オリンピック世界最終予選に出場。2009年ワールドリーグでは若いチームを牽引し、2005年大会以来の準決勝進出に貢献するとともに、ベストスパイカー賞とベストブロッカー賞を受賞。4大会ぶりにタイトルを奪回した2009年北中米選手権でベストブロッカー賞を受賞した。
準優勝の2009年ワールドグランドチャンピオンズカップではMVP、ベストブロッカー賞、ベストサーバー賞の3賞を受賞。2010年世界選手権では銀メダル獲得に貢献しベストブロッカー賞を受賞した。
2014年から韓国VリーグのOK貯蓄銀行ラッシュ&キャッシュでプレーし、同シーズンリーグ初優勝。2015年日韓Vリーグトップマッチ初優勝にも貢献しMVPを獲得した。

## 球歴
- 世界選手権 - 2010年（銀メダル）、2006年（15位）
- ワールドリーグ - 2009年、2010年（4位）、2007年、2008年
- ワールドグランドチャンピオンズカップ - 2009年（準優勝）
- 北中米選手権 - 2009年（優勝）、2007年（3位）

## 所属クラブ
- シウダー・ハバナ（2004-2005年）
- カピタリノス（2005-2011年）
- パッラヴォーロ・ピアチェンツァ（2012-2014年）
- アル・ラーヤンSC（2014年）
- OK貯蓄銀行ラッシュ&キャッシュ（2014-2016年）
- アル・ジャイシュSC（2016年）
- Sada Cruzeiro (2017-2018年）
- ASバレー・ルーベ（2018-2022年）
- Shahdab Yazd（2022年）
- Gas Sales Bluenergy Piacenza（2022-）